# Collagène type VI
Le collagène VI est une forme de collagène principalement associée à la matrice extracellulaire du muscle squelettique.
Il constitue une famille de protéines dont les membres ont les gènes COL6A1 (en) 120220, COL6A2 (en) 120240, COL6A3 (en) 120250 qui sont localisées sur les chromosomes 21 (COL6A1, COL6A2) et 2, COL6A4, COL6A5, COL6A6, ces trois derniers étant situés sur le chromosome 6.

## Structure et régulation
Il s'agit d'un composant de la matrice extracellulaire du tissu conjonctif.
Il forme des multimères constituant un collagène non fibrillaire, avec des motifs de sur-enroulement.
Au niveau pulmonaire, sa sécrétion dépend de l'annexine 2.
Au niveau du tissu digestif, il se situe au contact de la membrane basale et permet la régulation des interactions entre la cellule épithéliale avec la fibronectine.

## En médecine
Les maladies en rapport avec le collagène type VI comprennent la myopathie de Bethlem et la dystrophie congénitale musculaire d'Ullrich.
La myopathie de Bethlem est caractérisée par la combinaison de faiblesse musculaire et de contractures musculaires atteignant principalement les muscles des doigts, du poignet et du coude. Le début peut être prénatal avec diminution des mouvements fœtaux; néonatal avec hypotonie et torticolis; dans l'enfance, avec faiblesse musculaire et contractures, un retard à d'acquisition de la marche, etc.; à l'âge adulte, entre 40 et 60 ans, avec faiblesses musculaires et contracture du muscle fléchisseur des doigts et des muscles des jambes.

L'insuffisance musculaire implique rarement les muscles respiratoires dont le diaphragme.
À cause de la progression lente de cette pathologie, plus des deux tiers des personnes de plus de 50 ans atteintes par cette maladie auront besoin d'une aide pour les déplacements extérieurs.
La dystrophie congénitale musculaire d'Ullrich est caractérisée par la combinaison de faiblesse musculaire, de contractures musculaires et une hyperlaxité des articulations distales. Les autres signes comprennent la luxation congénitale de la hanche, un calcanéum proéminent, et une cyphose transitoire à la naissance.

Les enfants affectés acquièrent la marche, mais la progression de la maladie aboutit souvent à la perte de celle-ci. 

L'insuffisance musculaire met souvent en jeu les muscles respiratoires, d'où la nécessité d'une assistance respiratoire apparaissant vers l'âge de 20 ans.
D'abord décrites comme deux maladies distinctes, ces deux maladies représentent des manifestations différentes de la même maladie. La distinction clinique est difficile à la naissance, entre une dystrophie congénitale musculaire d'Ullrich et une myopathie de Bethlem; avec le temps toutefois, l'acquisition de la marche permet le diagnostic de myopathie de Bethlem.
La distinction est importante, car ces deux maladies ont des modes de transmissions différents :
- La myopathie de Bethlem est de transmission autosomique dominante.
- La dystrophie congénitale musculaire d'Ullrich est de transmission autosomique récessive.

Par ailleurs le collagène VI interviendrait dans la maladie de Hirschsprung en gênant la migration neuronale dans le tube digestif.

## Sources
- (en) Online Mendelian Inheritance in Man, OMIM (TM). Johns Hopkins University, Baltimore, MD. MIM Number:158810 www3.ncbi.nlm.nih.gov
- (en) Online Mendelian Inheritance in Man, OMIM (TM). Johns Hopkins University, Baltimore, MD. MIM Number:254090 www3.ncbi.nlm.nih.gov
- (en) Anne Katrin Lampe, Kevin M Flanigan, Katharine Mary Bushby Collagen Type VI-Related Disorders In: GeneReviews at GeneTests: Medical Genetics Information Resource (database online). Copyright, University of Washington, Seattle. 1997-2005. www.genetests.org .